# Habitatge al carrer Major, 115 (Cervera)
Habitatge al carrer Major, 115 és una obra de Cervera (Segarra) protegida com a Bé Cultural d'Interès Local.

## Descripció
Situat al bell mig del nucli antic de Cervera. Es tracta d'una casa entre mitgeres d'estructura bessona a la casa del costat corresponent al número 117. S'aixeca sobre el porxo i consta de planta baixa i dos pisos més golfes. La planta baixa està definida per dues obertures; una d'accés a l'habitatge i l'altra a un espai de magatzem o botiga. L'obertura corresponent a l'habitatge conserva com a llinda una biga de fusta mentre que la segona porta no presenta cap particularitat. La façana és arrebossada i s'ha pintat recentment. El primer i segon pis es defineixen per un balcó i una finestra. L'obertura corresponent a les golfes és d'estructura rectangular. La casa comparteix paret mitgera amb el museu, essent visible al seu vestíbul dos arcs apuntats de pedra, un dels elements més singulars i primitius.